# CirKus
cirKus – grupa składająca się z czterech muzyków: Burt Ford, Karmil, Lolita Moon i Neneh Cherry. Często (w celu przyciągnięcia większej uwagi) określani jako cirKus feat. Neneh Cherry. Ich muzyka jest połączeniem trip-hopu, indie, alternatywnego rocka i soulu. Zespół określa swój styl jako broken soul.

## Historia
DJ i producent Matt Kent (Karmil) był zatrudniony w studio nagraniowym producenta Camerona McVey (Burt Ford), wcześniej pracującego z Massive Attack, Portishead, All Saints, Sugababes, czy Siobhán Donaghy. Wkrótce rozpoczęła się ich muzyczna współpraca. Do składu grupy, nazwanej później cirKus, dołączyła Lolita Moon, dziewczyna Karmila, a później Neneh Cherry. Zespół nagrał album Laylow, a po kilkuletnim koncertowaniu – Medicine.

## Członkowie grupy
- Burt Ford – wokal, keyboard, gitara basowa, produkcja
- Karmil – DJ, gitary, produkcja, keyboard
- Lolita Moon – keyboard, wokal
- Neneh Cherry – wokal, rap

Na koncertach grupa wspomagana jest przez dodatkowych muzyków:
- Thomas Nordström (Rock Steady Eddie) ze szwedzkiej grupy King Kong Crew – perkusja
- Jonatan (Sgt. Stepper) z King Kong Crew – gitara basowa, keyboard

## Koncerty
Zespół rozpoczął koncertowanie od wspólnego występu z francuskim raperem MC Solaar w Paryżu w 2005 roku. W 2006 rozpoczęła się trasa, która objęła Francję, Szwecję, Kanadę, Maroko, Wielką Brytanię, Belgię, Hiszpanię, Niemcy, Rosję, Szwajcarię, i Brazylię. Występowali na takich imprezach, jak TIM Festival, Europavox, Les Inrocks, Caprices Festival, Jazzaldia, Les Ardentes, czy Montreal Jazz Festival. W maju 2008 wystąpili także w Polsce, jako jedna z głównych gwiazd Cracow Screen Festival.

## Dyskografia

### Albumy
- 2006 – Laylow
- 2007 – Laylower (Polska – czerwiec 2008, nakładem SONY BMG)
- 2009 (Francja) – Medicine

### Single
- 2006 – Starved
- 2006 – Is What It Is (feat. Martin Jondo)
- 2006 – Is What It Is
- 2008 – You're Such an Asshole
- 2009 – Bells